# Elena de Avalor
Elena de Avalor é uma série americana de animação computadorizada, que estreou a 22 de julho de 2016 no Disney Channel.
Em 11 de agosto de 2016 a série foi renovada para uma segunda temporada. Em 13 de fevereiro de 2017,  a série foi renovada para uma terceira temporada. Em 3 e última temporada foi iniciada em 7 de outubro de 2019 e finalizada em 23 de Agosto de 2020.
Em 2023 a série foi considerada a melhor Série Animada do Disney Channel, e também a 2 melhor Série da história do Disney Channel de acordo com o  ScreenRant.

## Sinopse
Elena Castillo Flores é uma adolescente confiante e bondosa, que salvou o reino encantado de Avalor de uma feiticeira malvada. Com a ajuda da família e dos amigos, deve agora governar o reino como Princesa Coroada, até ter idade para ser rainha. Elena de Avalor é um conto de aventuras mágico, que segue a Elena na sua viagem para se tornar uma rainha corajosa, resiliente e cheia de compaixão.

## Elenco de Voz
| Voz Original         | Personagem                  | Temporada    | Temporada    | Temporada    | Dublagem                                                 | Dublagem              |
| Voz Original         | Personagem                  | 1ª           | 2ª           | 3ª           | Dublagem                                                 | Dublagem              |
| -------------------- | --------------------------- | ------------ | ------------ | ------------ | -------------------------------------------------------- | --------------------- |
| Aimee Carrero        | Elena Castillo Flores       | Protagonista | Protagonista | Protagonista | Michelle Zampieri                                        | Teresa Macedoa        |
| Jenna Ortega         | Isabel Castillo Flores      | Protagonista | Protagonista | Protagonista | Raquel Carlotti                                          | Carla García          |
| Jillian Rose Reed    | Naomi Turner                | Protagonista | Protagonista | Protagonista | Luiza Porto                                              | Teresa Sobral         |
| Joseph Haro          | Mateo de Alva               | Protagonista | Protagonista | Protagonista | Lucas Gama                                               | Alexandre Carvalho    |
| Jorge Diaz           | Gabe Núñez                  | Protagonista | Protagonista | Protagonista | Raul Rosa                                                | Simon Frankel         |
| Jane Fonda           | Shuriki                     | Antagonista  | Antagonista  |              | Marli Bortoletto                                         | Isabel Ribas          |
| Lou Diamond Phillips | Victor Delgado              | Antagonista  | Antagonista  | Antagonista  | Alexandre Marconato                                      | Guilherme Barroso     |
| Myrna Velasco        | Carla Delgado               | Antagonista  | Antagonista  | Antagonista  | Fernanda Bullara                                         | Bárbara Lourenço      |
| Grey DeLisle         | Ash Delgado                 |              | Antagonista  | Antagonista  | Alessandra Araújo                                        | —                     |
| Gina Torres          | Chatana                     |              |              | Antagonista  | Sandra Mara Azevedo                                      | —                     |
| Christian Lanz       | Chancellor Esteban          | Regular      | Regular      | Antagonista  | Glauco Marques                                           | Alexandre Ferreira    |
| Emiliano Díez        | Francisco Flores            | Regular      | Regular      | Regular      | Saulo Javan                                              | Mário Redondo         |
| Julia Vera           | Luisa Flores                | Regular      | Regular      | Regular      | Suzete Piloto                                            | Teresa Sobral         |
| Chris Parnell        | Migs                        | Regular      | Regular      | Regular      | Dláigelles Riba                                          | Carlos Macedo         |
| Yvette Nicole Brown  | Luna                        | Regular      | Regular      | Regular      | Cássia Bisceglia                                         | Adriana Moniz         |
| Carlos Alazraqui     | Skylar                      | Regular      | Regular      | Regular      | Adrian Tatini                                            | Gonçalo Carvalho      |
| Keith Ferguson       | Zuzo                        | Recorrente   | Recorrente   | Recorrente   | Robson Kumode                                            | Heitor Lourenço       |
| André Sogliuzzo      | Alakazar                    | Recorrente   | Recorrente   | Recorrente   | Carlos Seidl                                             | —                     |
| Nestor Carbonell     | Rei Raul                    | Recorrente   | Recorrente   | Recorrente   | Fábio de Castro                                          | Michel Simeão         |
| Andrea Navedo        | Rainha Lucia                | Recorrente   | Recorrente   | Recorrente   | Maria Cláudia Cardoso                                    | Mónica Garcez         |
| Joe Nunez            | Armando                     | Recorrente   | Recorrente   | Recorrente   | Márcio Araújo                                            | Carlos Martins        |
| Mikey Kelley         | Higgins                     | Recorrente   | Recorrente   | Recorrente   | Yuri Chesman                                             | Pedro Leitão          |
| Constance Marie      | Doña Paloma                 | Recorrente   | Recorrente   | Recorrente   | Silvia Goiabeira                                         | Ana Vieira            |
| Justina Machado      | Carmen                      | Recorrente   | Recorrente   | Recorrente   | Letícia Bortoletto                                       | Carla Carreiro Mendes |
| Desmond Gerber       | Mingo                       |              | Recorrente   | Recorrente   | Isa Cavalcante                                           | Maria Camões          |
| Maximus Riegel       | Zoom                        |              | Recorrente   | Recorrente   | Lorenzo Tarantelli                                       | Sandra de Castro      |
| Gia Lopez            | Estrella                    |              | Recorrente   | Recorrente   | Taby Carvalho                                            | Carolina Sales        |
| Rosie Perez          | Dulce                       |              | Recorrente   | Recorrente   | Shallana Costa                                           | Maria João Miguel     |
| Kether Donohue       | Flu/Órico                   |              |              | Recorrente   | Flora Paulita                                            | —                     |
| Kyle Arem            | Quique                      | Recorrente   | Recorrente   | Recorrente   | Yago Contatori                                           | —                     |
| Zoe Hendrix          | Amara                       | Recorrente   | Recorrente   | Recorrente   | Guilia de Brito                                          | —                     |
| Montse Hernandez     | Cristina                    | Recorrente   | Recorrente   | Recorrente   | Rachel Aguiar                                            | —                     |
| Kitana Turnbull      | Olivia                      | Recorrente   | Recorrente   | Recorrente   | Guilia Chantre                                           | —                     |
| Arturo Del Puerto    | Rico Villalobos             | Recorrente   | Recorrente   | Recorrente   | Thiago Longo (1ª voz) Thiago Zambrano (2ª voz)           | Peter Michael         |
| Rich Sommer          | Capitão Daniel Turner       | Recorrente   | Recorrente   | Recorrente   | Zeca Rodrigues                                           | —                     |
| Julie Nathanson      | Capitã Scarlett Turner      | Recorrente   | Recorrente   | Recorrente   | Silvia Suzy                                              | —                     |
| Danny Trejo          | Antônio Agama               | Participação |              | Participação | Tatá Guarnieri                                           | —                     |
| Odette Annable       | Professora Señorita Marisol | Participação | Participação |              | Mabel Cezar                                              | Sandra de Castro      |
| Grey Griffin         | Professora Mendoza          | Participação | Participação |              | Denise Reis                                              | Maria Camões          |
| Carla Tassara        | Professora Ochoa            |              | Participação | Participação | Sandra Mara Azevedo                                      | —                     |
| Jess Harnell         | Chefe Zephyr                | Participação | Participação | Participação | Antônio Moreno                                           | Luís Lobão            |
| Eden Espinosa        | Orizaba                     | Participação | Participação | Participação | Cidalia Castro                                           | Sissi Martins         |
| George Takei         | Rei Toshi                   | Participação |              | Participação | César Marchetti                                          | —                     |
| Jess Harnell         | Rei Hector                  | Participação |              | Participação | Saulo Vasconcelos                                        | —                     |
| Jeff Bennett         | Rei Lars                    | Participação | Participação | Participação | Hélio Vaccari                                            | —                     |
| Echo Kellum          | Rei Joaquín                 | Participação | Participação | Participação | Fábio Azevedo                                            | —                     |
| André Sogliuzzo      | Rei Verago                  | Participação | Participação | Participação | Marcelo Pissardini                                       | Pedro Pernas          |
| Noël Wells           | Marimonda                   | Participação |              |              | Tarsila Amorim                                           | Raquel Ferreira       |
| Kimiko Glenn         | Tomiko                      |              | Participação | Participação | Gaby Milani                                              | —                     |
| Melissa Fumero       | Antonia Bello               |              | Participação | Participação | Giovanna Calegaretti (1ª voz) Priscila Ferreira (2ª voz) | —                     |
| Cheech Marin         | Quita Moz                   | Participação | Participação | Participação | Luiz Carlos de Moraes                                    | Tiago Retré           |
| Bob Joles            | Lorde Elrod                 | Participação |              |              | Luiz Carlos de Moraes                                    | —                     |
| Keith Ferguson       | Sir Cassius                 | Participação |              |              | Marco Aurélio Campos                                     | —                     |
| Tyler Posey          | Príncipe Alonso             | Participação | Participação | Participação | Fernando Mendonça                                        | —                     |
| Gina Rodriguez       | Princesa Marisa             |              | Participação | Participação | Lina Mendes                                              | —                     |
| Prince Royce         | Príncipe Marzel             |              | Participação | Participação | Yuri Chesman                                             | —                     |
| Mario Lopez          | Cruz                        |              | Participação | Participação | Felipe Zilse                                             | —                     |
| Diane Guerrero       | Vestia                      |              | Participação | Participação | Samira Fernandes                                         | —                     |
| Héctor Elizondo      | Fiero                       | Participação | Participação | Participação | Antônio Moreno                                           | —                     |
| Javier Muñoz         | Duque Cristóbal             |              | Participação |              | Thiago Machado                                           | —                     |
| Génesis Rodríguez    | Amaláy                      |              | Participação |              | Samira Fernandes                                         | Inês Pereira          |
| Chrissie Fit         | Princesa Valentina          |              | Participação | Participação | Graciely Junqueira                                       | Joana Castro          |
| Alex Hernandez       | Manuel                      |              | Participação |              | —                                                        | Manuel Moreira        |
| Joe Camareno         | Capitão Sandoval            | Participação | Participação | Participação | Luiz Carlos de Moraes                                    | Peter Michael         |
| André Sogliuzzo      | Alacazar                    |              |              | Participação | Carlos Seidl (Diálogos) Rodrigo Miallaret (Canções)      | —                     |

↑a  As canções são interpretadas por Inês Martins.

## Episódios
| Temporada | Temporada | Episódios | Exibição original     | Exibição original    | Exibição em Portugal            | Exibição em Portugal            | Exibição no Brasil     | Exibição no Brasil    |
| Temporada | Temporada | Episódios | Estreia de temporada  | Final de temporada   | Estreia de temporada            | Final de temporada              | Estreia de temporada   | Final de temporada    |
| --------- | --------- | --------- | --------------------- | -------------------- | ------------------------------- | ------------------------------- | ---------------------- | --------------------- |
|           | 1         | 26        | 22 de julho de 2016   | 1 de outubro de 2017 | 8 de outubro de 2016            | 1 de março de 2018              | 5 de novembro de 2016  | 2 de dezembro de 2017 |
|           | 2         | 25        | 14 de outubro de 2017 | 1 de junho de 2019   | 19 de fevereiro de 2018         | 7 de julho de 2019              | 3 de fevereiro de 2018 | 27 de julho de 2019   |
|           | 3         | 31        | 7 de outubro de 2019  | 23 de agosto de 2020 | 5 de janeiro de 2022 (Disney +) | 5 de janeiro de 2022 (Disney +) | 6 de abril de 2020     | 24 de abril de 2021   |

## Músicas
| Música                       | Títulos                              | Títulos                           | Intérprete(s)                                            |              |
| Música                       | Portugal                             | Brasil                            | Intérprete(s)                                            |              |
| 1ª temporada                 | 1ª temporada                         | 1ª temporada                      | 1ª temporada                                             | 1ª temporada |
| ---------------------------- | ------------------------------------ | --------------------------------- | -------------------------------------------------------- | ------------ |
| Ready to Rule                | Pronta Para Governar                 | Posso Governar                    | Elena e Francisco                                        |              |
| Sister Time                  | Hora das Irmãs                       | Hora das Irmãs                    | Elena e Isabel                                           |              |
| Blow My Top                  | Vou Queimar                          | Eu Posso Estourar                 | Pedroca e Elena                                          |              |
| Avalorian Lullaby            | Canção de Embalar                    | Canção de Ninar                   | Elena                                                    |              |
| Avalor Birthday Song         | Canção de Parabéns                   | Canção de Aniversário             | Isabel e Francisco                                       |              |
| The Magic Within You         | A Magia Que Tens Tu                  | Há Mágica Em Seu Coração          | Elena                                                    |              |
| Feel Free to Have Fun        | Aqui Há Diversão                     | Ser Livre É Bom                   | Elena e Príncipe Alonso                                  |              |
| Someone Special              | Especial                             | Algo Grandioso                    | Naomi                                                    |              |
| To Be In My Club             | No Meu Clube                         | O Meu Clube                       | Rei Hector                                               |              |
| Festival of Love             | Festival do Amor                     | Festival do Amor                  | Elena                                                    |              |
| The Gift of Night            | O Presente da Noite                  | A Dádiva da Noite                 | Orizaba                                                  |              |
| The Way We Do Navidad        | Celebrar o Natal                     | Nosso Jeito de Comemorar          | Marlena, Naomi, Julio, e Cristina                        |              |
| Let Love Light the Way       | Hoje Vais Deixar o Amor Iluminar     | Para Celebrar o Amor Que Há no Ar | Elena, Gabe e o Povo de Avalor                           |              |
| Play It Your Way             | Jogar Como Tu Sabes                  | Jogar da Sua Maneira              | Gabe e Elena                                             |              |
| The Bros Are Back            | Os Irmãos Estão de Volta             | A Irmandade Unida                 | Skylar e Nico                                            |              |
| Fix Anything                 | Resolves O Que Quiseres              | Tudo Vai Consertar                | Elena e Isabel                                           |              |
| Steppin' Up                  | Dar Mais                             | Vou me Esforçar                   | Elena                                                    |              |
| Home for Good                | Voltar Para Casa de Vez              | Não Irá Embora Não                | Naomi e Elena                                            |              |
| Something I Would Never Do   | Algo Que Já Mais Faria Eu            | Algo que Eu Nunca Fui             | Esteban                                                  |              |
| The Bright Light of the Ball | A Luz Mais Brilhante                 | A Estrela do Salão                | Naomi e Esteban                                          |              |
| Your Spirit Guide            | Somos Quem Vai Guiar                 | E Assim Orientar                  | Zuzo                                                     |              |
| Cast a Spell With Me         | Vamos Comigo Enfeitiçar              | Vamos lá Enfeitiçar               | Mateo e Olivia                                           |              |
| Forever                      | Para Sempre                          | Eternamente                       | Capitão Chiloya e a sua tripulação                       |              |
| It's Up to Us                | Isto Só Depende de Nós               | Só Cabe a Nós                     | Armando e Higgins                                        |              |
| Best for Our Guests          | O Que Mais Convém                    | O Melhor A Fazer                  | Elena e Doña Paloma                                      |              |
| 2ª temporada                 |                                      |                                   |                                                          |              |
| Make Them Proud              | Eles Quero Honrar                    | Espero os Orgulhar                | Elena                                                    |              |
| A Little Bit More            | Um Pouco Melhor                      | Um Pouco Melhor                   | Princesa Valentina                                       |              |
| The Captain of the Guard     | Capitão da Guarda                    | Um Capitão Virar                  | Gabe                                                     |              |
| I Am Grown Up Enough         | Sou Crescida Eu Sei                  | Posso Provar                      | Isabel                                                   |              |
| Don’t Look Now               | Não Olhes Não                        | Olhe Bem                          | Victor e Carla                                           |              |
| Hand in Hand                 | Dando as Mãos                        | Seja o Que For                    | Elena e Isabel                                           |              |
| The New Day                  | É um Novo Dia                        | A Nova Alvorada                   | Elena, Isabel, Luisa, Cristina e Julio                   |              |
| The Right Thing to Do        | Porque é o Melhor                    | Todos Verão                       | Elena e Esteban                                          |              |
| Wisest Wizard in the World   | O Feiticeiro Mais Sábio              | O Sábio Mago da Nação             | Mateo                                                    |              |
| If You Just Keep Moving On   | Se Tu Continuares a Seguir em Frente | É Só Não Parar de Avançar         | Flaringos, Elena e Naomi                                 |              |
| Only One Will Remain         | Apenas Um Permanecerá                | Pode Permanecer                   | Quita Moz, Lama, Hool, e Qapa                            |              |
| Welcome to the Future        | Bem-vindos ao Futuro                 | Eis o seu Futuro                  | Professora Ochoa                                         |              |
| Armando                      | Armando                              | Armando                           | Elena e Naomi                                            |              |
| Fallin' Like a Rock          | Cair Como Uma Pedra                  | Paixão com Ardor                  | Pedroca e Pedrica                                        |              |
| The Art of the Steal         | A Arte de Roubar                     | A Arte do Roubo é Assim           | Saloso e os Malandros                                    |              |
| The Legend of Los Tres       | A Lenda de Los Tres                  | A Lenda de Nós Três               | Francisco, El Guerrero e El Místico                      |              |
| Top Banana King              | Superior Rei Banana                  | Banana Magistral                  | Bobo, Elena e os Zanies                                  |              |
| Home for Navidad             | Casa para a Navidad                  | Celebrar o Amor                   | Elena                                                    |              |
| Hearts Full of Cheer         | Corações Cheios de Felicidade        | Vamos Celebrar                    | Elena, e a sua familia e amigos                          |              |
| The Most Royal Man           | O Homem Mais Real                    | Um Nobre Irei me Tornar           | Príncipe Marzel                                          |              |
| Never Get Away               | Nunca te Afastes                     | Jamais Escaparei                  | Rafa e Mateo                                             |              |
| More Than Your Magic         | És Mais Que a Tua Magia              | Não Há Só a Magia                 | Skylar e Elena                                           |              |
| Give Me A Shot               |                                      | Me Dê Uma Chance                  | Luna                                                     |              |
| Speak                        |                                      | Diz                               | Migs, Skylar e Naomi                                     |              |
| 3ª temporada                 |                                      |                                   |                                                          |              |
| The One and Only             |                                      | Eu Vou Ser Consagrada             | Ash Delgado                                              |              |
| In the Glorious Now          |                                      | No Esplêndido Agora               | Hool                                                     |              |
| Chief Daddy                  |                                      | Mestre Papai                      | Migs, Estrella, Zoom e Mingo                             |              |
| In Her Honor                 |                                      | É Tudo Em Sua Honra               | Julio                                                    |              |
| Royal Friends                |                                      | Amigos Reais                      | Elena, Rainha Abigail e Rei Hector                       |              |
| Happy to Be Alive            |                                      | Feliz Pela Vida                   | Elena                                                    |              |
| The Wonder of Me             |                                      | A Maravilha Sou Eu                | Doña Paloma, Naomi, Gabe e Marlena                       |              |
| With Everyone                |                                      | Com Quem Chegar                   | Doña Paloma, Naomi, Gabe e Marlena                       |              |
| Love Always                  |                                      | Pra Sempre                        | Elena, Família e Amigos                                  |              |
| The Spirit of Love           |                                      | Espírito do Amor                  | Felicia                                                  |              |
| Pick It Up                   |                                      | Vamos Lá                          | Elena, Isabel e Órico                                    |              |
| Chocolate Oh So Sweet        |                                      | Chocolate Amor Sem Fim            | Luisa, Elena e Isabel                                    |              |
| That's What Sisters Do       |                                      | É O Que Faz Um Irmão              | Elena e Isabel                                           |              |
| Unspoken                     |                                      | Coração Dormente                  | Elena                                                    |              |
| You Must Persist             |                                      | Vá Persistir                      | Elena e Antonia                                          |              |
| Wings Up                     |                                      | Pois Vá Voar                      | Elena e Luna                                             |              |
| By My Side                   |                                      | Pronto Pra Me Acompanhar          | Mateo e Alacazar                                         |              |
| More, More, More             |                                      | Mais, Mais, Mais                  | Tito                                                     |              |
| More, More, More (Reprise)   |                                      | Mais, Mais, Mais (Reprise)        | Tito, Elena e Amigos                                     |              |
| Chasing Down the Wind        |                                      | A Brisa Nos Levar                 | Naomi e Veronica                                         |              |
| On Hanukkah                  |                                      | Com o Hanukkah                    | Princesa Rebecca                                         |              |
| Give It a Whirl              |                                      | Só Se Importar                    | Elena e Princesa Chloe                                   |              |
| Everything’s Fine            |                                      | Tudo Está Bem                     | Elena e Naomi                                            |              |
| Put Your Mind To It          |                                      | Basta Que Se Concentre            | Tomiko, Isabel, e Elena                                  |              |
| Magic Works Like a Charm     |                                      | Ela Vai Te Salvar                 | Bronzino                                                 |              |
| Something in the Air         |                                      | Alguma Coisa Está no Ar           | Elena, Órico e Funcionários                              |              |
| Way Back When                |                                      | Pra Relembrar                     | Victor e Carla                                           |              |
| We Love You                  |                                      | Nós Te Adoramos                   | Elena, Órico, Isabel e Francisco                         |              |
| Choose or Lose               |                                      | Vai Perder                        | Noblins                                                  |              |
| Girl's Day                   |                                      | Nosso Dia                         | Naomi, Isabel, Elena e Ixlan                             |              |
| Choose Your Path             |                                      | Decida o Seu Lugar                | Elena                                                    |              |
| Begin A New Journey          |                                      | Nos Governar                      | Marlena, Armando, os Jaquins e crianças                  |              |
| Fit To Be Queen              |                                      | Rainha Incrível Vai Ser           | Elena, Família e Amigos                                  |              |
| Four Shades of Awesome       |                                      | As Quatro Sombras do Assombroso   | Sombras da Noite                                         |              |
| Never Too Late               |                                      | Nunca É Tarde Demais              | Elena e Esteban                                          |              |
| Guiding Light                |                                      | Meu Farol                         | Elena e Todos                                            |              |
| O Segredo de Avalor          |                                      |                                   |                                                          |              |
| The Great Unknown            | Para O Desconhecido                  | Iremos Explorar                   | Sofia, Amber e James                                     |              |
| Spirit of Avalor             | Espírito de Avalor                   | Espírito de Avalor                | Migs, Luna e Skylar                                      |              |
| My Time                      | A Minha Vez                          | Minha Vez                         | Elena                                                    |              |
| Our Time                     | A Nossa Vez                          | Nossa Vez                         | Elena, Sofia, Amber, Skylar, Migs, Luna e Povo de Avalor |              |
| O Reino dos Jaquins          |                                      |                                   |                                                          |              |
| Got It Down                  | Eu Percebi                           | Sei Governar                      | Elena                                                    |              |
| A Big Deal                   | Muito Importante                     | Algo Grave Demais                 | Rei Verago                                               |              |
| You Can't Catch Me           | Podem Vir Atrás de Mim               | Não Virá Em Mim                   | Marimonda                                                |              |
| O Canto dos Sirenas          |                                      |                                   |                                                          |              |
| Familia Forever              | Família Para Sempre                  | Família Eterna                    | Duke Cristóbal, Elena, e a sua família e amigos          |              |
| A New Tale                   | Recomeçar                            | Recomeçar                         | Princesa Marisa                                          |              |
| Our Chance                   | Vamos Poder                          | Vamos Lá                          | Elena e Princesa Marisa                                  |              |

## DVD
Os DVDs são distribuídos pela Walt Disney Studios Home Entertainment. Foram lançados 4 DVDs, sendo o último deles "Realm of the Jaquins", não foi lançado no Brasil.
| Título                                 | Data de Lançamento   | Episódios | Adicionais |
| -------------------------------------- | -------------------- | --- | --- |
| Elena de Avalor: Pronta para Reinar    | 8 de maio de 2017    | - "O Primeiro Dia de Regência" (1ª Temporada, episódio 1) - "Irmã Modelo" (1ª Temporada, episódio 2) - "Todo Aquecido" (1ª Temporada, episódio 3) - "Ilha da Juventude" (1ª Temporada, episódio 4)                                           | "O Cetro de Luz" (1° temporada, episódio 10) |
| Elena and the Secret of Avalor         | 28 de junho de 2017  | - Elena and the Secret of Avalor (O Filme) - "Enfeitiçados" (1ª Temporada, episódio 5) - "Príncipe Encantado Demais!" (1ª Temporada, episódio 6) - "Os Irmãos Duendes" (1ª Temporada, episódio 7) - "Retiro Real" (1ª Temporada, episódio 8) | - "O Voo dos Jaquins" (1ª temporada, episodio 13) |
| Elena de Avalor: Festas para Relembrar | 6 de dezembro 2017   | - Um Dia para Recordar (1ª temporada, episódio 9) - Festas (1ª temporada, episódio 11) - O Rei do Carnaval (1ª temporada, episódio 15) - Minha Dama Naomi (1ª temporada, episódio 18)                                                        | "Cristal Bruto" (1ª temporada, episódio 14) "Capitão Turner Retorna" (1ª temporada, episódio 16) }} |
| Elena of Avalor: Realm of the Jaquins  | Lançamento Cancelado | - Realm of the Jaquins (1ª temporada, episódio 21) - Three Jaquins and a Princess (2ª temporada, episódio 4) - Shapeshifters (2ª temporada, episódio 8)                                                                                      | Adventures in Vallestrella "Flight of the Butterfrog" "Sleeping Sunbird" "Fast Food" "Peabunny Boogie" "Human Nature" Scepter Training with Zuzo "The Heist" "Royal Treasury Escape Room" "Nothing but Blaze" "Stowaway" "Don’t be our Guest" |

## Prêmios e Nomeações
| Ano  | Prêmio                                 | Categoria                                                           | Nomeação                                                                                         | Resultado |
| ---- | -------------------------------------- | ------------------------------------------------------------------- | ------------------------------------------------------------------------------------------------ | --------- |
| 2017 | Annie Awards                           | Melhor Animação de TV/Produção Infantil                             | Episódio: "Um Dia para Relembrar"                                                                | Indicado  |
| 2017 | Writers Guild of America Awards        | Animação                                                            | Craig Gerber (episódio: "O Primeiro Dia de Governo")                                             | Indicado  |
| 2018 | NAACP Image Awards                     | Prêmio por Voz Original (Televisão ou Filme)                        | Yvette Nicole Brown                                                                              | Indicado  |
| 2018 | Daytime Emmy Award                     | Prêmio por Equipe de Animação ou Especial                           | Jennifer Trujillo e Brian Mathias                                                                | Venceu    |
| 2019 | Daytime Emmy Award                     | Prêmio por Animação para Crianças                                   |                                                                                                  | Indicado  |
| 2019 | Daytime Emmy Award                     | Prêmio por Performance em Animação para Crianças                    | Steve Buscemi, como Saloso                                                                       | Indicado  |
| 2019 | Daytime Emmy Award                     | Prêmio por Elenco de Animação ou Especial                           | Jennifer Trujillo                                                                                | Venceu    |
| 2019 | Daytime Emmy Award                     | Prêmio por Edição de Som para uma Animação                          |                                                                                                  | Indicado  |
| 2019 | Daytime Emmy Award                     | Prêmio por Composição e Direção Musical                             |                                                                                                  | Indicado  |
| 2019 | Daytime Emmy Award                     | Prêmio por Música Original em uma Animação                          | "Fallin' Like a Rock" ("Paixão com Ardor", no Brasil)                                            | Indicado  |
| 2020 | Annie Awards                           | Melhor Programa Pré-Escolar                                         | "Mudança na Guarda"                                                                              | Indicado  |
| 2020 | NAMIC Vision Awards                    | Melhor Animação                                                     | Elena de Avalor                                                                                  | Venceu    |
| 2020 | Imagen Awards                          | Melhor Atriz de Suporte: Melissa Fumero                             | Elena de Avalor: Antonia Belo                                                                    | Indicado  |
| 2020 | Imagen Awards                          | Melhor Programa Infantil                                            | Elena de Avalor                                                                                  | Venceu    |
| 2020 | 47th Daytime Creative Arts Emmy Awards | Programa Animado de Classe Especial                                 | Craig Gerber, Silvia Olivas, Elliot Bour, Pilar Flynn para "Elena de Avalor: A Mágica De Dentro" | Indicado  |
| 2020 | 47th Daytime Creative Arts Emmy Awards | Direção de um Programa de Animação Pré-Escolar                      | Elliot Bour, Craig Gerber , Nathan Chew, Robb Pratt e Sam Riegel                                 | Indicado  |
| 2020 | 47th Daytime Creative Arts Emmy Awards | Mixagem de Som de uma Série Animada ou Especial                     | Melissa Ellis e Fil Brown                                                                        | Venceu    |
| 2020 | 47th Daytime Creative Arts Emmy Awards | Edição de Som de um Programa de Animação Pré-Escolar                | Robert Poole II, Robbi Smith, David Bonilla e J. Lampinen                                        | Venceu    |
| 2020 | 47th Daytime Creative Arts Emmy Awards | Direção e Composição Musical de um Programa de Animação Pré-Escolar | Tony Morales                                                                                     | Indicado  |
| 2020 | 47th Daytime Creative Arts Emmy Awards | Elenco de uma Série Animada ou Especial                             | David Wright, Jennifer Trujillo e Tatiana Bull                                                   | Indicado  |
| 2020 | 47th Daytime Creative Arts Emmy Awards | Música Original de um Programa de Animação Pré-Escolar              | John Kavanaugh , Craig Gerber e Jeffrey M. Howard por Mudanças: "Jamais Escaparei"               | Indicado  |
| 2020 | 47th Daytime Creative Arts Emmy Awards | Roteiro de um Programa de Animação Pré-Escolar                      | Craig Gerber , Silvia Cardenas Olivas, Kate Kondell, Tom Rogers, Rachel Ruderman e Cameron Baity | Venceu    |